# Bexar County
Bexar County är ett administrativt område i delstaten Texas, USA, med 1 714 773 invånare (2010). Den administrativa huvudorten (county seat) är San Antonio.

## Geografi
Enligt United States Census Bureau har countyt en total area på 3 256 km². 3 230 km² av den arean är land och 26 km² är vatten.

### Angränsande countyn
- Kendall County - nord
- Comal County - nord
- Guadalupe County - nordost
- Wilson County - sydost
- Atascosa County - syd
- Medina County - väst
- Bandera County - nordväst

### Orter
- Converse
- Grey Forest
- Helotes
- Live Oak
- San Antonio (huvudort, delvis i Comal County och Medina County)
- Selma (delvis i Comal County och Guadalupe County)
- Somerset
- Von Ormy
- Windcrest